# Philadelphia Union II
El Philadelphia Union II es un equipo de fútbol de la ciudad de Chester (Pensilvania, Estados Unidos). Fue fundado en 2015 con el nombre de Bethlehem Steel FC y milita en la actual MLS Next Pro. Es el equipo reserva del Philadelphia Union, de la Major League Soccer.

## Historia

### Bethlehem Steel FC (2015-2019)
Fue fundado el 27 de octubre de 2015 en la ciudad de Bethlehem, Pensilvania y sus colores y escudo son en alusión al desaparecido club del mismo nombre que existió entre 1907 y 1930. El nombre fue escogido del 8 de septiembre de 2015 al 28 de septiembre de 2015 por sobre las opciones Lehigh Valley Steel SC, Lehigh Valley Blast, y Steel FC.
Bajo el nombre de Bethlehem Steel también era el equipo filial del Philadelphia Union de la MLS, donde es el "puente" entre las inferiores del club, llamada YSC Academy, y el primer equipo de la Major League Soccer. El entonces segundo entrenador del club, Brendan Burke, fue nombrado el primer entrenador de la historia del club el 29 de octubre de 2015. El ganes Derrick Jones fue el primer fichaje del club, quien fue formado en la cantera del club.

### Philadelphia Union II (2019-)
Al no cumplir con los estándares de estadio para la temporada 2020 de la USL Championship, el Philadelphia Union anunció que el club cambiara su nombre a Philadelphia Union II para la temporada 2020 de la USL Championship.
Con la creación de la MLS Next Pro en 2021, el club se incorporó a la nueva competición en la temporada inaugural de 2022.

## Colores y escudo
El escudo del club fue anunciado oficialmente el 27 de octubre de 2015, que está inspirado en el histórico club de Pensilvania del mismo nombre, Bethlehem Steel Football Club, que jugó en la American Soccer League entre 1907 a 1930. El origen del nombre viene de la antigua compañía acerera Bethlehem Steel.
Los colores del club son el azul marino, el oro y el rojo, una combinación de los colores del equipo original y el Philadelphia Union. La serpiente cascabel del escudo alude a la caricatura política de Benjamin Franklin, "Join, or Die", que fue publicada en Pennsylvania Gazette en el año 1754, además es un recordativo de la bandera de Gadsden, otro icono revolucionario. La viga roja en el centro del escudo es un tributo al logo original del Bethlehem Steel F.C.

## Estadio

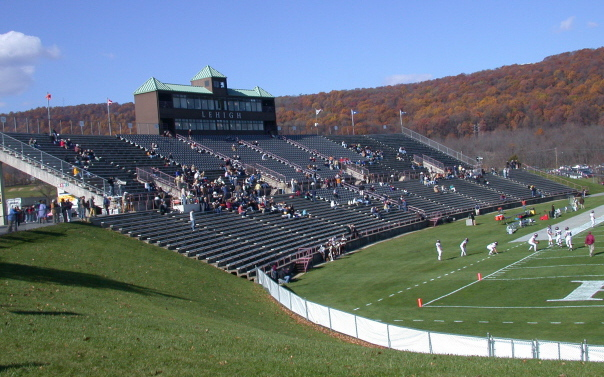
El Lehigh's Murray H Goodman Stadium

Bethlehem Steel FC juega sus partidos de casa en el estadio Talen Energy Stadium, en Chester, que también es el campo del Philadelphia Union. El estadio tiene una capacidad de 18.500 espectadores.
Entre la temporada 2016 y 2018 jugó de local en el Goodman Stadium, estadio del equipo de fútbol de la Universidad de Lehigh Mountain Hawks.

### Otras Instalaciones
El Bethlehem Steel FC practica en los campos de entrenamiento al lado del Talen Energy Stadium.

## Jugadores

### Plantilla 2024
- Más jugadores a préstamo desde el primer equipo, jugadores seleccionados de los Drafts y jugadores a prueba.

## Trayectoria

### Año a año
| Año                        | Liga                                 | Liga                                 | Liga                                 | Liga                                 | Liga                                 | Clasificación                        | Clasificación                        | USL Cup Playoffs                     | Goleadores                                                     | Goleadores                           | Goleadores                           | Público promedio                     | Público promedio                     |
| Año                        | PJ                                   | Pts                                  | V                                    | E                                    | D                                    | Conf.                                | General                              | USL Cup Playoffs                     | Nac.                                                           | Nombre                               | Goles                                | Temporada regular                    | Playoffs Copa USL                    |
| Como Bethlehem Steel FC    | Como Bethlehem Steel FC              | Como Bethlehem Steel FC              | Como Bethlehem Steel FC              | Como Bethlehem Steel FC              | Como Bethlehem Steel FC              | Como Bethlehem Steel FC              | Como Bethlehem Steel FC              | Como Bethlehem Steel FC              | Como Bethlehem Steel FC                                        | Como Bethlehem Steel FC              | Como Bethlehem Steel FC              | Como Bethlehem Steel FC              | Como Bethlehem Steel FC              |
| -------------------------- | ------------------------------------ | ------------------------------------ | ------------------------------------ | ------------------------------------ | ------------------------------------ | ------------------------------------ | ------------------------------------ | ------------------------------------ | -------------------------------------------------------------- | ------------------------------------ | ------------------------------------ | ------------------------------------ | ------------------------------------ |
| 2016                       | 30                                   | 28                                   | 6                                    | 10                                   | 14                                   | 11°, Este                            | 25°                                  | No clasificó                         | Bandera de Estados Unidos · Bandera de Ghana                   | Ryan Richter Derrick Jones           | 5                                    | 2,573                                | N/A                                  |
| 2017                       | 32                                   | 44                                   | 12                                   | 8                                    | 12                                   | 8°, Este                             | 17°                                  | Cuartos de final de conferencia      | Bandera de Liberia                                             | Seku Conneh                          | 10                                   | 3,052                                | N/A                                  |
| 2018                       | 34                                   | 50                                   | 14                                   | 8                                    | 12                                   | 6°, Este                             | 14°                                  | Semifinales de conferencia           | Bandera de España · Bandera de República Democrática del Congo | Santi Moar Michee Ngalina            | 6                                    | 2,347                                | N/A                                  |
| 2019                       | 34                                   | 31                                   | 8                                    | 7                                    | 19                                   | 16°, Este                            | 32°                                  | No clasificó                         | Bandera de Camerún                                             | Faris Pemi Moumbagna                 | 11                                   | 478                                  | N/A                                  |
| Como Philadelphia Union II |                                      |                                      |                                      |                                      |                                      |                                      |                                      |                                      |                                                                |                                      |                                      |                                      |                                      |
| 2020                       | 16                                   | 9                                    | 2                                    | 3                                    | 11                                   | 16°, Este                            | 32°                                  | No clasificó                         | Bandera de Estados Unidos                                      | Jack McGlynn                         | 5                                    | N/A                                  | N/A                                  |
| 2021                       | En pausa, traslado a la MLS Next Pro | En pausa, traslado a la MLS Next Pro | En pausa, traslado a la MLS Next Pro | En pausa, traslado a la MLS Next Pro | En pausa, traslado a la MLS Next Pro | En pausa, traslado a la MLS Next Pro | En pausa, traslado a la MLS Next Pro | En pausa, traslado a la MLS Next Pro | En pausa, traslado a la MLS Next Pro                           | En pausa, traslado a la MLS Next Pro | En pausa, traslado a la MLS Next Pro | En pausa, traslado a la MLS Next Pro | En pausa, traslado a la MLS Next Pro |
| 2022                       | 40                                   | 11                                   | 4                                    | 9                                    | 24                                   | 3°, Este                             | 8°                                   | Semifianles                          | Bandera de Estados Unidos                                      | Chris Donovan                        | 8                                    | N/A                                  | N/A                                  |
| 2023                       | 28                                   | 12                                   | 4                                    | 12                                   | 28                                   | 7°, Este                             | 15°                                  | Cuartos de final                     | Bandera de Estados Unidos                                      | Chris Olney                          | 8                                    | N/A                                  | N/A                                  |